# Rod Strickland
Pour les articles homonymes, voir Strickland.
Rodney "Rod" Strickland (né le 11 juillet 1966, dans le Bronx, à New York) est un ancien joueur américain de basket-ball et actuellement assistant coordinateur des opérations basket-ball à l'université de Memphis.

## Carrière au lycée
Natif du South Bronx, Strickland joue pour les Gauchos de New York. Il remporte le titre de champion de l'État avec le lycée Harry S. Truman à Co-Op City. Pour son année senior, il est transféré à Oak Hill Academy.

## Carrière universitaire
Strickland devient un joueur vedette à l'université DePaul où il dispute 87 rencontres. Lors de son année junior, il est nommé dans la First Team All-American avec des moyennes de 20,0 points et 7,8 passes décisives. Strickland mène les Blue Demons à quatre participations consécutives au tournoi final NCAA de 1985 à 1988.

## Carrière NBA
Il est sélectionné au 1er tour de la draft 1988 par les Knicks de New York où il devient remplaçant du meneur de jeu Mark Jackson, rookie de l'année 1988. Jackson et Strickland partagent leur temps de jeu cette saison-là. Strickland dispute 82 matchs pour des moyennes de 8,9 points et 3,9 passes décisives en 16,8 minutes par match. Il est nommé dans la NBA All-Rookie Second Team.
Réalisant que faire jouer Jackson et Strickland au même poste ne pouvait pas marcher, les Knicks transfèrent Strickland aux Spurs de San Antonio contre le vétéran Maurice Cheeks au milieu de la saison 1989-1990. Strickland s'adapte rapidement à San Antonio, les Spurs réussissant un 18 victoires - 6 défaites. Il réalise des moyennes de 12,3 points et 11,2 passes décisives en 10 matchs de playoffs. Ses performances avec son équipe des San antonio Spurs ont failli faire chuter les futurs finalistes des Portland Trail Blazers. Mais lors du game 7 et de la dernière possession pour la victoire de son équipe, il tente une passe aveugle et la perd. Les Spurs s'inclinent à la suite de cela 108 à 105.
En 1990-1991, Strickland réalise des moyennes de 13,8 points et 8,0 passes décisives et 48,2 % de réussite.
Au début de la saison 1991-1992, il entre en conflit avec la direction des Spurs pour un nouveau contrat et Strickland ne dispute pas les 24 premiers matchs de la saison. Il signe son nouveau contrat le 23 décembre, étant titulaire dans 54 des 57 matchs pour des moyennes de 13,8 points, 8,6 passes décisives, 4,6 rebonds et 2,07 interceptions de 36,0 minutes par match. Les Spurs s'inclinent face aux Suns au premier tour des playoffs.
Au début de la saison 1992-1993, Strickland signe un contrat en tant que free-agent avec les Portland Trail Blazers. En quatre saisons avec les Blazers, Strickland réalise des moyennes de 17 points et 8,6 passes décisives par match.
Strickland et son coéquipier Harvey Grant sont transférés aux Bullets de Washington  contre Rasheed Wallace et Mitchell Butler en 1996. Lors de sa première saison avec Washington, Strickland inscrit 17,2 points et offre 8,9 passes décisives, les Bullets participant aux playoffs en 1997 pour la première fois en huit saisons.
En 1997-1998, Strickland réussit la meilleure saison de sa carrière avec des moyennes de 17,8 points et un titre de meilleur passeur de la ligue avec 10,5 passes décisives. Strickland devint le 25e joueur de l'histoire de la NBA à compiler 10 000 points et 5 000 passes décisives. Il est nommé dans la All-NBA Second Team, mais les nouveaux Wizards échouent en playoffs. Strickland n'est pas sélectionné pour le All Star Game. Il déclare alors que s'il était sélectionné l'année suivante, il refuserait de jouer. Strickland n'a jamais été sélectionné pour le All-Star Game durant sa carrière. Alors que ses statistiques individuelles augmentent au fil des saisons, les performances de l'équipe déclinent.
Strickland évolue par la suite au Miami Heat, aux Timberwolves du Minnesota, au Orlando Magic, aux Raptors de Toronto et aux Rockets de Houston pour conclure sa carrière NBA. Il a disputé 1 094 rencontres et inscrit plus de 14 000 points (13,2 points en moyenne) et distribué plus de 8 000 passes décisives (7,3 de moyenne). Il se classe parmi les 10 meilleurs passeurs de la ligue en 1991-92 (5e), 1993-94 (6e), 1994-95 (5e) et 1995-96 (4e).

## Après la carrière de joueur
Il est assistant coordinateur des opérations basket-ball à l'université de Memphis, ayant remplacé l'ancien joueur NBA, Milt Wagner.